# Камалов Каллібек
Каллібек Камалов (нар. 18 березня 1926, Восьма аульна рада, тепер Тахтакупирського району Каракалпакстану, Узбекистан) — радянський державний діяч, 1-й секретар Каракалпацького обласного комітету КП Узбекистану. Кандидат у члени ЦК КПРС у 1971—1986 роках. Депутат Верховної ради Узбецької РСР. Депутат Верховної Ради СРСР 6—11-го скликань. Герой Соціалістичної Праці (з 10.12.1973 по 15.06.1990).

## Життєпис
У 1942—1945 роках працював вчителем середньої школи в Тахтакупирському районі Кара-Калпацької АРСР.
Член ВКП(б) з 1946 року.
У 1947 році закінчив Кара-Калпацький учительський інститут.
У 1947—1951 роках — секретар, 1-й секретар Кара-Калпацького обласного комітету ЛКСМ Узбекистану.
У 1951—1952 роках — заступник голови Ради міністрів Кара-Калпацької АРСР.
У 1952—1953 роках — голова виконавчого комітету Нукуської міської ради Кара-Калпацької АРСР.
У 1953—1956 роках — міністр комунального господарства Кара-Калпацької АРСР.
У 1955 році заочно закінчив Кара-Калпацький педагогічний інститут імені Шевченка в місті Нукус.
У 1956—1958 роках — міністр автомобільного транспорту і шосейних доріг Кара-Калпацької АРСР.
У 1958—1959 роках — 1-й секретар Куйбишевського районного комітету КП Узбекистану Кара-Калпацької АРСР.
З 31 березня 1959 по 16 березня 1963 року — голова Ради міністрів Кара-Калпацької АРСР.
З березня 1963 по 13 серпня 1984 року — 1-й секретар Каракалпацького обласного комітету КП Узбекистану.
Указом Президії Верховної Ради СРСР від 10 грудня 1973 року за великі успіхи, досягнуті у Всесоюзному соціалістичному змаганні, і виявлену трудову доблесть у виконанні прийнятих зобов'язань по збільшенню виробництва і продажу державі бавовни, зерна та інших продуктів землеробства в 1973 році Камалову Каллібеку присвоєно звання Героя Соціалістичної праці з врученням ордена Леніна і золотої медалі «Серп і Молот».
У 1984—1986 роках — генеральний консул СРСР у місті Констанца (Румунія).
Був фігурантом так званої «узбецької бавовняної справи». У 1987 році був заарештований. Слідство вилучило у нього цінностей більш ніж на 6 мільйонів рублів. Винним себе не визнав, на слідстві показав, що всі здані і вилучені під час обшуків цінності належать Шарафу Рашидова і були переданим йому на зберігання.
25 грудня 1989 року Верховним судом СРСР засуджений за статтями 173 ч. 2 КК РРФСР і 152 ч. 2 КК УзССР (за отримання хабарів) до 15 років позбавлення волі. Суд вийшов з клопотанням про позбавлення його звання Героя Соціалістичної Праці і нагород.
Після звільнення з місць позбавлення волі живе в столиці Каракалпакстану місті Нукус.

## Нагороди
- Герой Соціалістичної Праці (з 10.12.1973 по 15.06.1990)
- три ордени Леніна (27.08.1971; 10.12.1973; 25.12.1976)
- орден Жовтневої Революції (4.03.1980)
- орден Трудового Червоного Прапора (1.03.1965)
- два ордени «Знак Пошани» (17.12.1949; 11.01.1957)
- орден «Ель-Юрт Хурматі» (Узбекистан) (26.08.2017)
- дві медалі «За трудову доблесть» (28.10.1949; 25.12.1959)
- медалі
- Указом Президента СРСР від 15 червня 1990 року за вчинення тяжкого злочину Камалов Каллібек позбавлений всіх нагород, у тому числі звання Героя Соціалістичної Праці.